# Joséphine Houssay
Joséphine Houssay (dite parfois, par erreur, Joséphine Houssaye), née Clarisse Joséphine Marie Houssais le 25 décembre 1840 à Nantes et morte le 27 mars 1914 à Paris, est une artiste peintre, pastelliste et aquarelliste française.

## Biographie
Née à Nantes le 25 décembre 1840, Clarisse Joséphine Marie Houssais est la fille de Jeanne Meunier, née à Potsdam, et de François Houssais, originaire de la région nantaise, marchand de vins. Son père meurt à Paris le 14 octobre 1867, au 74, rue de Sèvres.
Son frère aîné, Frédéric Léopold Houssais, né à Paris le 2 février 1827 et mort à Paris le 15 mars 1899 était sculpteur sur cire colorée et fut aussi secrétaire adjoint aux musées nationaux.

### Formation
Il existe des incertitudes sur les débuts de la formation artistique de Joséphine Houssay. Selon Émilien Maillard, elle aurait commencé à apprendre le dessin avec son frère Frédéric avant de devenir, avant 1860, l’élève de Rosa Bonheur, directrice de l'École impériale de dessin pour jeunes personnes, où elle obtient, en 1859, un Grand Prix d’Honneur.
En 1864, elle est au Brésil où on lui décerne une mention honorable à l’Exposition des beaux-arts. De retour en France, elle se déclare élève de Robert-Fleury de 1869 à 1885, puis, à partir de 1886, élève de Jean-Jacques Henner seul.
En dehors de travaux de copies, elle produit quelques paysages, scènes de genre  et natures mortes, mais surtout des portraits, utilisant l'huile et le pastel, mais aussi le dessin à la plume et l'aquarelle.

### Expositions
Elle expose pour la première fois au Salon de Paris, en 1868, deux peintures, Annibal de Coconas et un Portrait de Mlle… ainsi qu'un dessin Le Sommeil d'Antiope (d'après le tableau du Corrège exposé au musée du Louvre). Elle y expose ensuite jusqu'en 1879.
À partir de 1880, elle participe régulièrement au Salon des artistes français dont elle devient sociétaire en 1887. Elle y obtient une médaille de troisième classe en 1892, et y expose jusqu'en 1914. Elle expose également au Salon de l'Union des femmes peintres et sculpteurs de 1884 à 1892 (où elle reçoit le prix Léon Bertaux), et en province (à Bordeaux et à Nantes).
En 1893, lors de l'Exposition universelle de Chicago, elle expose au Palais des Beaux-Arts, ainsi qu'au Woman's Building (mais avec une erreur sur son nom, écrit Houssaye).
La même année, elle présente deux portraits à la galerie Georges Petit, dans le cadre de l'exposition Les portraits des écrivains et journalistes du siècle (1793-1893).
Joséphine Houssay participe à l'Exposition universelle de 1900 à Paris, avec deux pastels dont Une chasseresse qui lui vaut une médaille d'argent.

### Distinctions
En 1887, elle reçoit les palmes d’Officier de l’Instruction publique pour services rendus à la ville de Paris, comme professeur de dessin dans les écoles supérieures de jeunes filles.
Elle meurt dans le 6e arrondissement de Paris le 27 mars 1914.

## Œuvres conservées

### Collections publiques

#### Brésil
- Petrópolis :
  - musée impérial du Brésil :
    - Portrait de donna Teresa Cristina, huile sur toile 1888.

#### France
- Bourron-Marlotte,
  - mairie :
    - La Vierge, l'Enfant Jésus et Sainte Anne, d'après Léonard de Vinci, 1872, huile sur toile[19].
- Menglon :
  - mairie :
    - La Belle Jardinière, d'après Raphaël, 1878, huile sur toile[20].
- Paris :
  - École nationale supérieure des beaux-arts[21] :
    - Portrait de Pierre-Éliopole Crouzillat (1835-1910), estampe d'après son dessin[22] ;
    - Le Général de Cissey, estampe[22].

  - musée du Louvre : 
    - Portrait de Louis de Ronchaud, avant 1888, huile sur toile[23],[24].
- Pornic :
  - mairie :
    - L'Assomption de la Vierge, d'après Prud'hon, 1868, huile sur toile[25].
- Valence :
  - Musée d'Art et d'Archéologie de Valence[26] :
    - Madame Silvestre et ses enfants, Pastel ;
- Versailles :
  - musée national des châteaux de Versailles et de Trianon[27] :
    - Madame Henri-François d'Aguesseau, huile sur toile ;
    - Madame de Sévigné, d'après Paul Nanteuil, huile sur toile ;
    - Monseigneur Sibour, archevêque de Paris, d'après Paul Nanteuil, huile sur toile ;
    - Philippe Henri, marquis de Ségur, maréchal de France, d'après Élisabeth Vigée Le Brun, huile sur toile.

  - tribunal de commerce :
    - Portrait d'Henri François d'Aguesseau, chancelier de France, d'après Robert Levrac-Tournières, huile sur toile.

#### Pays-Bas
- Amsterdam, 
  - Rijksmuseum : Nu, 1888, huile sur toile.

### Collections particulières
- Portrait de femme, 1878, huile sur toile, vendu dans l'émission Affaire conclue sur France 2[28].
- Portrait de M. Louis Ronchaud, 1887[29].
- Un atelier de peinture (1891) et la Leçon (1894) sont  reproduites dans l'ouvrage de Tamar Garb, Sisters of the Brush[30].

Œuvres de Joséphine Houssay
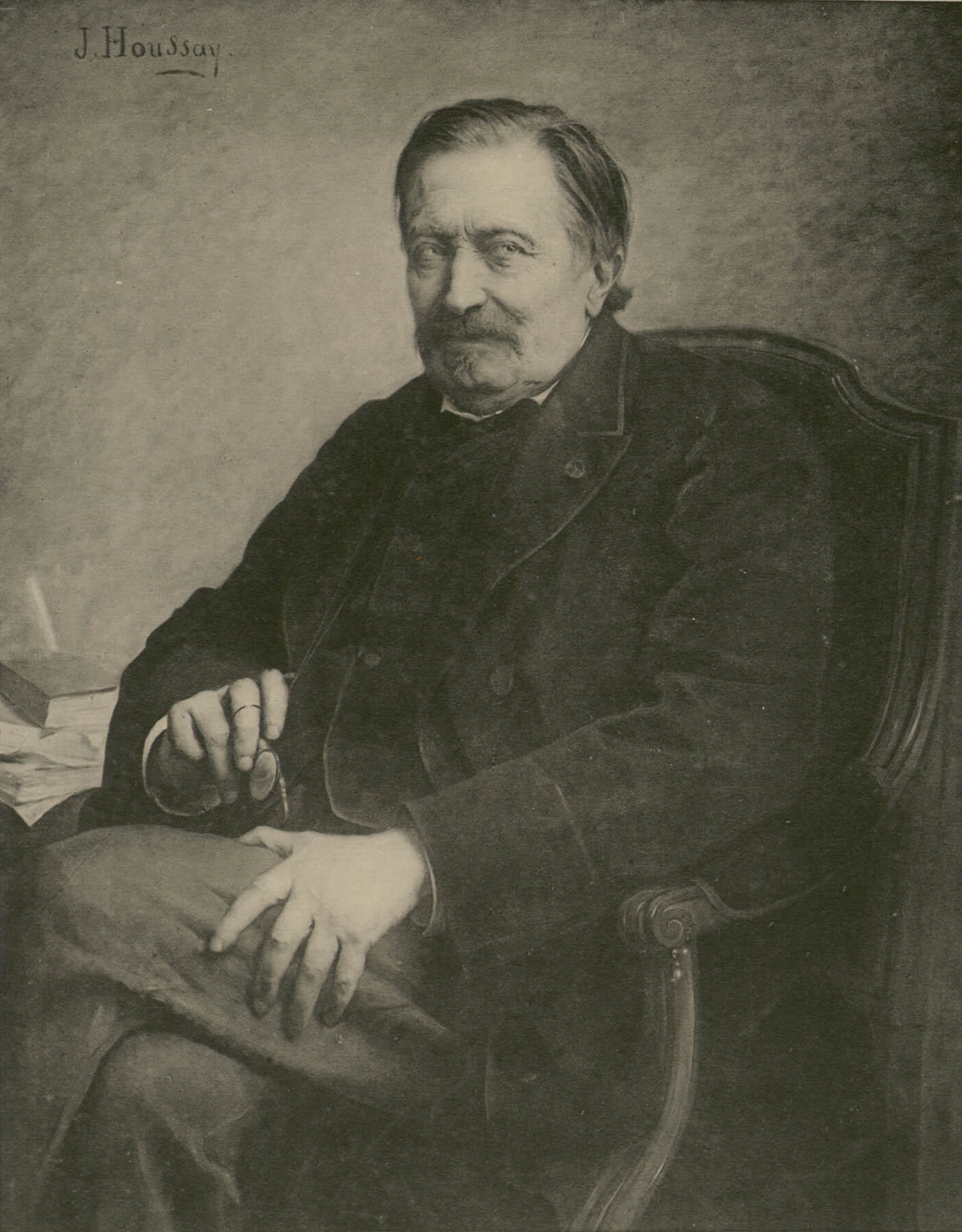
Portrait de M. Louis Ronchaud (1887), collection particulière.
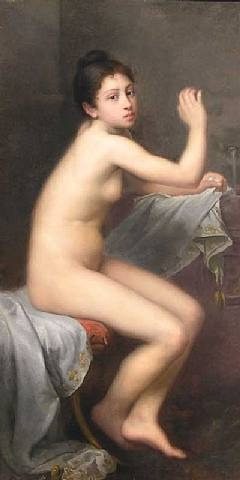
Nu (1888), huile sur toile, Rijksmuseum Amsterdam.
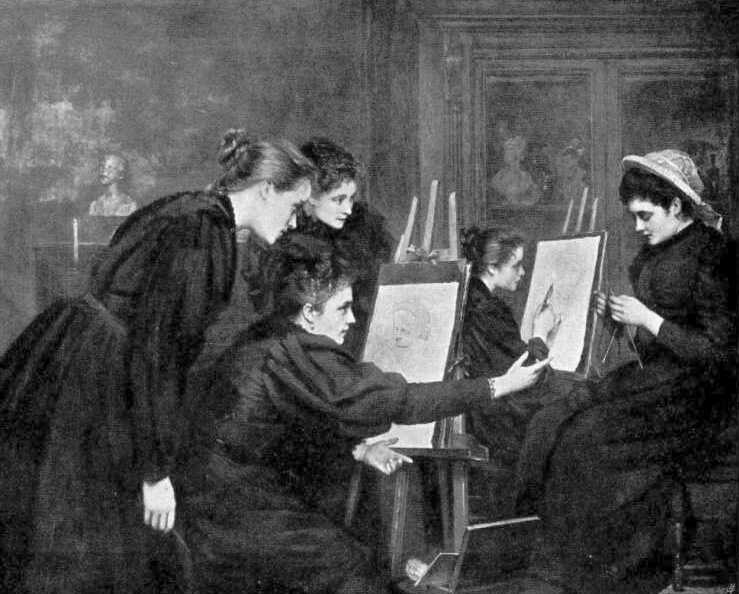
La Leçon (1894), collection particulière.
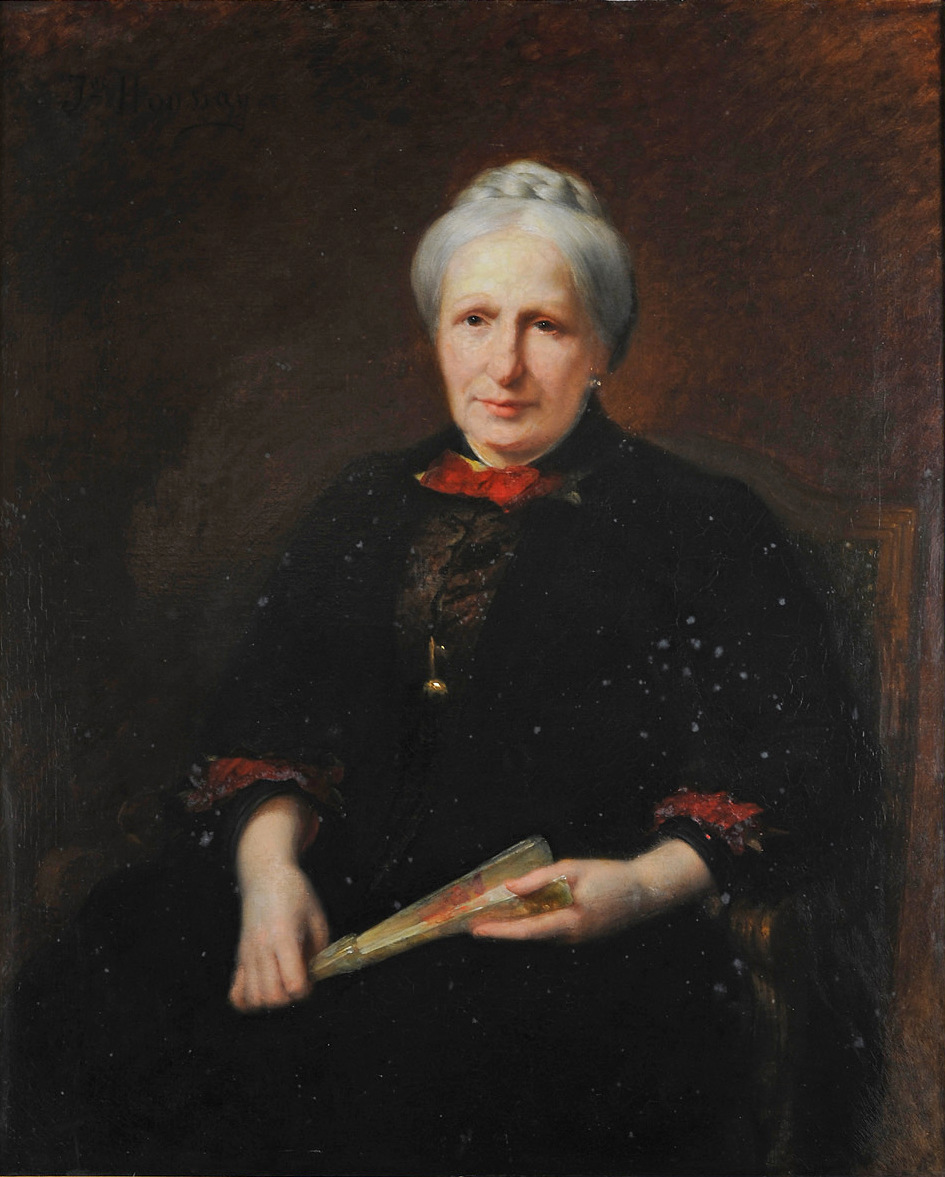
Portrait de donna Teresa Cristina (1888), huile sur toile, Petrópolis, musée impérial du Brésil.